# Municipio de Charbon
El municipio de Charbon (en inglés: Charbon Township) es un municipio ubicado en el condado de McKenzie en el estado estadounidense de Dakota del Norte. En el año 2010 tenía una población de 35 habitantes y una densidad poblacional de 0,38 personas por km².

## Geografía
El municipio de Charbon se encuentra ubicado en las coordenadas 47°53′32″N 103°43′43″O / 47.89222, -103.72861. Según la Oficina del Censo de los Estados Unidos, el municipio tiene una superficie total de 92.82 km², de la cual 92,66 km² corresponden a tierra firme y (0,17 %) 0,16 km² es agua.

## Demografía
Según el censo de 2010, había 35 personas residiendo en el municipio de Charbon. La densidad de población era de 0,38 hab./km². De los 35 habitantes, el municipio de Charbon estaba compuesto por el 100 % blancos. Del total de la población el 0 % eran hispanos o latinos de cualquier raza.